# Avdíivka
|  | Per a altres significats, vegeu «Avdéievka». |

Avdíivka és una ciutat de l'óblast de Donetsk, a l'estat d'Ucraïna. La ciutat es troba al centre de l'óblast, just al nord del centre regional, la ciutat de Donetsk.
Pel que fa a la llengua materna, Avdíivka és majoritàriament de parla russa, amb un 87,2% dels residents que consideren que la seva llengua materna és el rus. La minoria lingüística més gran són els parlants d'ucraïnès, amb un 12,5% que declara la seva llengua materna com l'ucraïnès. També hi ha dues minories lingüístiques més petites, amb un 0,1% que declara el bielorús com a llengua materna i un altre 0,1% que declara l'armeni.
La ciutat també acull una fàbrica d'estructures metàl·liques, una pedrera de quars i altres fàbriques i instal·lacions industrials. Un servei de tramvia local connecta la planta de carbó de coc amb el centre de la ciutat, però que causa de la Guerra al Donbàs ja no funciona.
Avdíivka es trobava dins dels límits reivindicats de la República Popular de Donetsk abans de la invasió russa d'Ucraïna del 2022. Durant la Guerra al Donbàs el 2014, Avdíivka es va convertir en una ciutat de primera línia de front i va viure una batalla el 2017. Durant la invasió russa d'Ucraïna el 2022, els intensos combats van fer que Avdíivka fos en gran part destruïda i la majoria de la seva població va haver de marxar. El 17 de febrer de 2024 la ciutat va ser conquerida per l'exèrcit rus i les forces militars ucraïneses van retirar-se per a evitar l'encerclament.

## Història
La presència de pobles nòmades a la zona d'Avdíivka es remunta almenys als segles IX al XIII, com ho demostra una escultura de pedra (o baba) que es va descobrir en un túmul.
El primer assentament al territori de la ciutat moderna es va fundar c. 1770 per serfs fugitius de les governacions de Kursk, Voronezh i Poltava. Va rebre el nom del primer colon, Avdíivka. El 1778, per ordre del governador de Novorossisk, el poble recentment fundat va passar a ser propietat de l'estat. La forma de vida dels primers colons d'Avdíivka era dedicada principalment al conreu de cereals. L'any 1798 tenia una població d'unes 500 persones. La terra fèrtil va atreure més colons al llarg dels anys car Avdíivka es trobava de la ruta que connectava Mariúpol i Bakhmut. El 1861 hi vivien 2.300 persones.
A finals del segle xix es va construir el ferrocarril de Catalina i a Avdíivka s'hi va construir una estació, fet que va estimular el desenvolupament posterior. Una fàbrica de maons es va construir al poble l'any 1900. La fàbrica va ampliar la seva producció per incloure rajoles el 1905. L'abril de 1920, un destacament de l'Exèrcit Revolucionari d'Insurrecció d'Ucraïna va atacar l'estació de tren d'Avdíivka, i es van destruir propietats ferroviàries i telèfons. El novembre de 1920, Nèstor Makhnò va ordenar al destacament de Fiódor Shuss que ocupés Avdíivka i el poble proper. Entre 1923 i 1931, Avdíivka va servir com a centre administratiu del raion d'Avdíivka de Stalino Okruha.
Durant la Segona Guerra Mundial, Avdíivka va ser ocupada per l'Alemanya nazi entre el 21 d'octubre de 1941 i el 8 de setembre de 1943, quan va ser recuperada per l'Exèrcit Roig.
Avdíivka va rebre l'estatus de ciutat el 1956. L'octubre de 1959 es va iniciar la construcció d'una planta de carbó de coc, que va entrar en funcionament el 30 de novembre de 1963 i Avdíivka es va convertir en el major productor de productes químics de coc d'Ucraïna. Des de 1965 va ser part del districte de Iasinuvata. El 2001 la seva població era de 37.200 habitants.

### Guerra russo-ucraïnesa
A partir de l'abril de 2014, els separatistes prorussos van capturar diverses ciutats de l'óblast de Donetsk, inclosa Avdíivka. El 30 de juliol de 2014 l'exèrcit ucraïnès van recuperar la ciutat. Les forces ucraïneses van mantenir el control d'Avdíivka, que es va convertir en una ciutat de primera línia de front i freqüentment bombardejada. Segons l'Organització per a la Seguretat i la Cooperació a Europa, l'àrea entre Avdíivka i la veïna Iasinuvata, controlada pels separatistes, és un dels punts estratègics de la guerra russo-ucraïnesa.
El març de 2016 l'exèrcit ucraïnès va establir les seves defenses a la zona industrial de la ciutat. Això va significar que els separatistes prorussos van deixar de tenir el control total de l'autopista que connectava Donetsk i Hòrlivka (dues grans ciutats sota el seu control). Després del març de 2016, la lluita per la «zona industrial» d'Avdíivka es va intensificar.
L'any 2017, la ciutat es va veure implicada en una batalla des del 29 de gener fins al 4 de febrer, que va deixar la ciutat sense electricitat i calefacció durant diversos dies. Durant la fase més violenta dels combats, la població es va reduir a 5.000 persones. No obstant això, quan els enfrontaments van acabar, la gent va tornar a Avdíivka. El 2018 The New York Times va estimar que entre 20.000 i 34.000 persones encara vivien a la ciutat.
En el marc de la invasió russa d'Ucraïna del 2022, les forces russes van bombardejar Avdíivka, sobretot la seva planta de carbó de coc. Bona part de la població civil va fugir a causa de la batalla. El 24 d'octubre de 2023, BBC News va informar que «poc més de 1.000 persones» (el 3% de la població d'abans de la guerra) encara vivien a Avdíivka. El 22 de febrer de 2023, el governador de l'administració provincial estatal de Donetsk, Pavlo Kirilenko, va declarar que Avdíivka estava gairebé totalment destruïda. Al març, les tropes russes intentaven encerclar la ciutat alhora que intentaven capturar Bakhmut. Finalment, el 17 de febrer de 2024, el comandant en cap ucraïnès Oleksander Sirski va anunciar que les forces ucraïneses s'estaven retirant de la ciutat «per evitar l'encerclament i preservar la vida i la salut dels soldats».

## Galeria

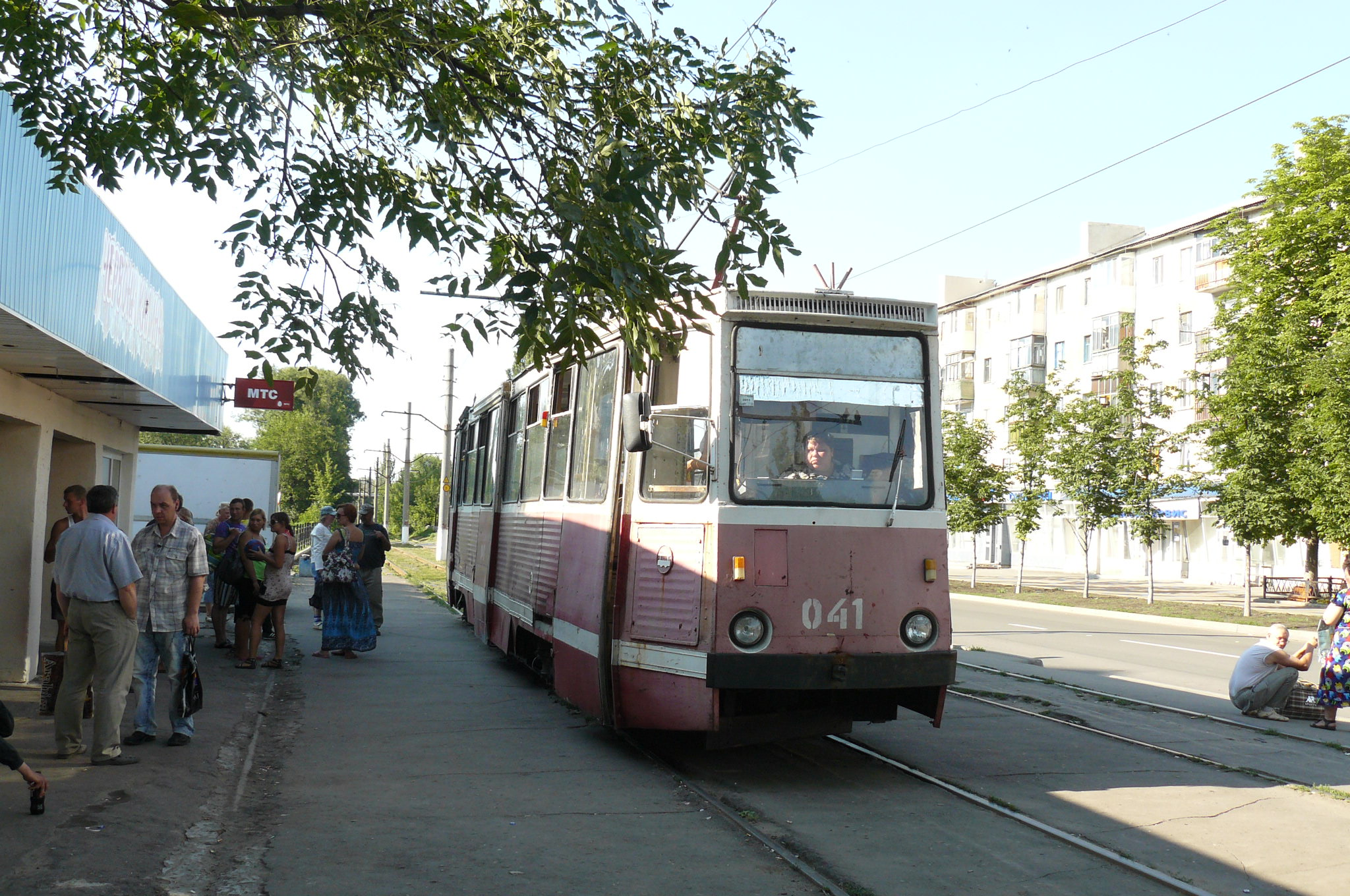
Tramvia a Avdíivka
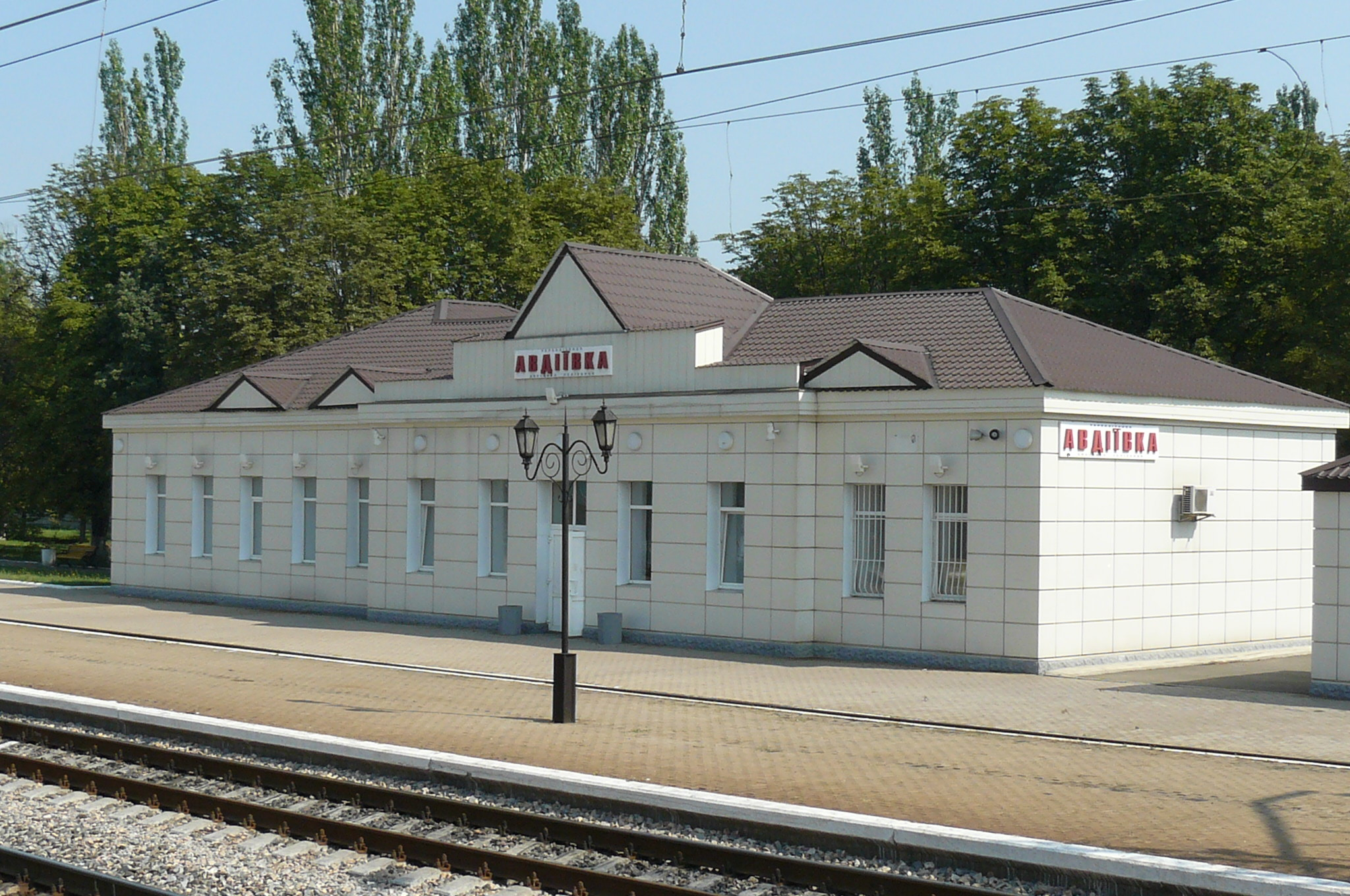
Estació de tren d'Avdiíivka
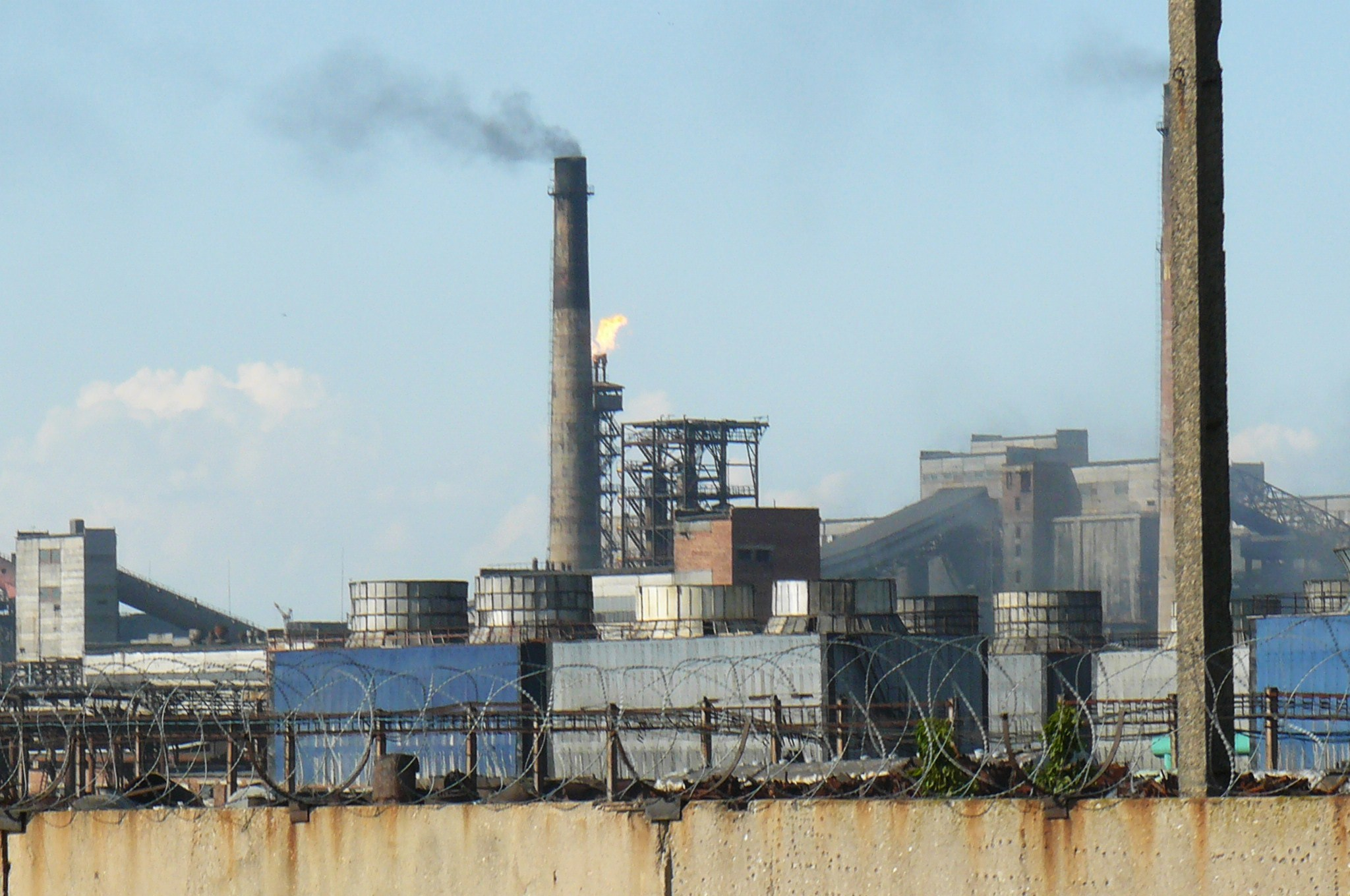
Planta de carbó de coc
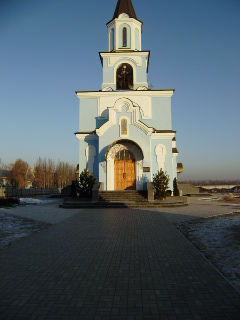
Església de Santa Maria Magdalena